# عملية ترينت
كانت عملية ترنت عملية من عناصر الخدمة الجوية الخاصة (SAS) التابعة للجيش البريطاني، وهي أكبر عملية معروفة بعد الحرب العالمية الثانية في تاريخ SAS. تم تنفيذ العملية من قبل أعضاء من سرب A Sqn و G Squadron من فوج الخدمة الجوية 22 الخاص (22 SAS)، بدعم من قوات الولايات المتحدة (الولايات المتحدة)، على الأفيون المرتبط بالقاعدة خلال غزو أفغانستان عام 2001 في بداية عملية الحرية الدائمة - أفغانستان (OEF-A).

## الخلفية
بعد هجمات 11 سبتمبر 2001 على الولايات المتحدة من قبل القاعدة، بدأت الولايات المتحدة والمملكة المتحدة غزو أفغانستان في 7 أكتوبر 2001، لتفكيك وتدمير القاعدة وحرمانها من قاعدة آمنة للعمليات. في أفغانستان عن طريق إزالة طالبان من السلطة.
في منتصف أكتوبر 2001، A Sqn و G Sqn من 22 SAS ، تم تعزيزهم بأفراد من كتائب SAS التابعة للجيش الإقليمي، نُشرت في شمال غرب أفغانستان دعماً لـ OEF-A تحت قيادة القيادة المركزية الأمريكية. قاموا بمهام استطلاع غير محصنة إلى حد كبير في إطار الاسم الشائع «عملية التحديد»، ولم تسفر أي من هذه المهام عن اتصال العدو؛ بعد أسبوعين كلا الأسراب عاد إلى ثكناتهم في المملكة المتحدة.

### مقدمة
بعد التداخل السياسي مع رئيس الوزراء توني بلير، أعطيت SAS مهمة العمل المباشر - تدمير مصنع معالجة الأفيون المرتبط بالقاعدة. كانت المنشأة تقع على بعد 400 كيلومتر (250 ميل) إلى الجنوب الغربي من قندهار عند سفح جبل يبلغ طوله 5,900 قدم (1,800 متر)، على بعد 12 ميل (20 كم) إلى الشمال من الحدود الباكستانية، وقد تم إنشاء المرفق من نظام المنازل والمجمعات والكهوف، مع الدفاعات التي تتكون من خطوط الخندق والعديد من المخابئ المؤقتة التي يحرسها ما بين 80 و 100 من المقاتلين الأجانب معظمهم من القاعدة. وأشارت المعلومات الاستخبارية إلى أن بعض الإرهابيين الذين يحرسون المنشأة كانوا مسلحين ومدربين جيداً في أحد معسكرات التدريب العليا التابعة للقاعدة وأن معنوياتهم ستكون عالية. وكان يستخدم كمقر ومركز تنظيم للقاعدة وطالبان للحصول على المخدرات والمعدات عبر الحدود إلى باكستان، من مصانع الأفيون. في نوفمبر 2001، تم إعادة إدخال سرب A و G في مطار قاعدة بغرام تحت الاسم الرمزي عملية الدم لتنفيذ الهجوم. صدرت أوامر إلى SAS بالاعتداء على المنشأة في وضح النهار: تم تفويض الحدود الزمنية من قبل القيادة المركزية الأمريكية واستندت إلى توافر أصول الدعم الجوي - تم توفير ساعة واحدة فقط من الدعم الجوي القريب عند الطلب. تعني المواعيد أن الأسراب لا تستطيع القيام باستطلاع مفصل للموقع قبل إطلاق الهجوم. على الرغم من هذه العوامل، وافق قائد القيادة في 22 SAS البعثة. كان الهدف ذا أولوية منخفضة بالنسبة للولايات المتحدة وربما كان سيتم تدميره من الجو إذا لم يناقش البريطانيون دورًا أكبر في أفغانستان؛ قام قادة القوات الخاصة الأمريكية بحراسة أهداف لوحداتهم الخاصة. لم يتم في كثير من الأحيان زيارة منطقة المرفق ونادراً ما تم مسحها، ولم يكن لديهم خرائط ذات مقياس أصغر من 1: 1500000، حيث لم يتم عرض LZ المقترح، يجب على SAS إدخال فريق متقدم للتحقق ملاءمتها. تختلف المصادر على عدد أعضاء SAS المشاركين في العملية، 100 هي الأدنى, 120 و 140 هي الأعلى 

## العملية

### إدراج
بدأت المهمة في نوفمبر 2001، حيث قامت دورية من 8 أفراد من القوات الجوية التابعة لمجموعة G Sqn بأداء الفوج لأول مرة في قفزة الهالا في زمن الحرب من القوات الجوية للولايات المتحدة أو سلاح الجو الملكي من (لوكهيد سي-130 هيركوليز) وهي تحلق خارج المعسكر الكركدن عند 20,050 قدم (6,110 م) (مصادر أخرى تقول 28,000 قدم (8,500 م)) كان الهبوط بالمظلات من خلال درجات حرارة تحت الصفر مع مظلاتها المفتوحة تلقائيًا على 4000 قدم (1,220 م) - إلى موقع صحراوي قاحل في ريجستان في هلمند / ولاية قندهار لاختبار مدى ملاءمتها كمهبط مرتجل للهبوط من قوة الهجوم الرئيسية. وأكد فريق القوات الجوية أنه كان مناسبًا ومميزًا مدرجًا بطول 900 قدم × 40 قدمًا (274 م × 12 م) وانتقل إلى مواقع الإعداد. بعد سبعة عشر ساعة، بدأ أسطول طائرات لوكهيد سي-130 هيركوليز (التي تطير خارج مطار باغرام) في الهبوط، كل منها يضيء لفترة طويلة بما يكفي لأن ينزل SAS في سياراتهم. استقل المشغلون من A Sqn وG Sqn مباشرة من المنحدرات أثناء تحرك الطائرة على طول الشريط الصحراوي قبل الإقلاع مرة أخرى؛ القيادة 38 لاند روفر2, تشكلت وومضت نحو هدفها. وانكسرت سيارة لاند روفر بسبب مشكلة في المحرك، حيث تركت المركبة خلفها، وبقي طاقمها المؤلف من ثلاثة أفراد لحراسة المبنى (تم انتقاؤهم عندما تم تفريغ القوة الهجومية). (دفعت قوة الهجوم 120 ميل (190 كم)، (كان الدافع صعبًا بسبب ضعف الرؤية نتيجة للغبار الناعم) خلال فترة زمنية محدودة، إلى نقطة تشكيل متفق عليها مسبقًا وتقسيمها إلى عنصرين - قوة الهجوم الرئيسية و (قاعدة دعم النار)، أعطيت A Sqn مهمة الاعتداء على مرفق الهدف، في حين أخذت G Sqn دور، قمع العدو مع مركبة محملة بإف إن ماج ورشاش M2 Browninig وصواريخ مضادة للدبابات إلى جانب مدافع هاون وبنادق قنص باريت إم82 ، (من موقع 0.50 ميل (0.8 كم)) مما يتيح A Sqn لغلق الهدف (كانت القوة خارج نطاق المدفعية للتحالف). إذا لزم الأمر، فإن G Sqn سترسل المزيد من الرجال إذا تم تعليق الهجوم. تكمن القوة في الانتظار خلال الساعة الأولى من الصباح الباكر. بعد الساعة السابعة مباشرة، لاحظت Sqn أن العدو يتحرك داخل وخارج الخنادق.

### الاعتداءات
بدأ الهجوم بالهجوم الجوي التحضيري، وقنابل الولايات المتحدة الأمريكية إف/إيه-18 هورنت وإف-14 توم كات التي قصفت المنطقة ودمرتها، مما أدى إلى تدمير مستودعات المصنع (£ 50 مليون قيمة من الأفيون). بعد ذلك، تحركت السفينة Sqn بسرعة عالية من خط البداية، وأطلقت أسلحتها أثناء مراوغة صواريخ آر بي جي 7 ، ثم انسحبت لأمتار من المحيط الخارجي لإبعادها عن سياراتها وأغلقت في آخر مئات من الياردات إلى الهدف سيرا على الأقدام على الأرض الحادة والساخنة والمتربة والصخرية. شكل الجسم الرئيسي نصف دائرة أمام الخنادق الأولى، حيث أمروا بالاعتداء. استجابت القوة المناوئة بإطلاق بنادق هجومية من طراز أيه كيه-47 وقذائف آر بي جي 7 ، بينما شوهد مقاتلون آخرون ينتقلون إلى مواقع بعيدة. وفي كل حين، زودت مجموعة Sqn (التي تم وضعها في تشكيل 'البوق' حول المرفق) بتغطية النيران بالأسلحة الثقيلة في المرفق، واجهت Sqn مقاومة شديدة من المخابئ والخنادق، وفي النهاية أصبحت معلقة. طار الدعم الجوي طلعات جوية حتى نفدت ذخائرها. بعد تدمير مخبأ تحت الاحتلال مليئة بذخائر الهجوم المباشر المشترك تحطمت طائرة من طراز إف/إيه-18 هورنت من مخبأ مع مدفعها إم-61 فولكان، وفقدتG Sqn العديد من الاعضاء.
بينما أغلق أحد المقاصد على المواقع المحصنة، أصيب أحد أفراد SAS بجرح واثنين آخرين من أعضاء SAS تقدموا إلى الأمام ونقلوه إلى مكان آمن، تمكن ما لا يقل عن 12 جنديًا من قوات الأمن الخاصة اختراق مداخل الكهوف والخنادق، مما أسفر عن مقتل 6 عناصر على الأقل من القاعدة أو من مقاتلي طالبان. على الرغم من أنهم لم يكونوا مدربين بشكل جيد، فإن مقاتلي القاعدة قاتلوا بشراسة وكان على SAS أن يقاتلوا بجد لإحراز تقدم، لكن قدرة SAS على إطلاق النار والمناورة مكنتهم من محاربة الإرهابيين. مع استمرار القتال، خرج المزيد والمزيد من المقاتلين الخنادق إلى العراء، مع تبادل إطلاق نار كثيف. وضرب أحد أفراد SAS بجولتين في لوحاته من السيراميك وثالث في زجاجة المياه الخاصة به على طقم حزامه. وقال عضو في SAS شارك في الغارة عن الإرهابيين أن «هؤلاء الرجال كانوا مجانين» وأن «كان الاستسلام هو آخر شيء في أذهانهم. لقد خرجوا من خط النار الأمامي. كان ذلك شيئا من الحرب العالمية الأولى، لم يكن هؤلاء أناسًا، جنودًا مناسبين، يمكن التعامل معهم بكرامة. إذا كان لديهم نفسًا. إذا لم تطلق سيحاولون إطلاق النار عليك حتى لا يكون أمامنا خيار سوى القتل.»
انضمت RSM في قيادة FSB الي العمل، وقدم فريق HQ CO لتعزيز A Sqn عندما اعتقد أن الهجوم كان يتوقّف، كانوا على بعد مئات الأمتار من مواقع العدو وتم ابة جندي عندما أطلق النار في ساقه من قبل أيه كيه-47 ، مما يجعله ثاني جندي ساس يصاب. تم منع العديد من جنود SAS من التعرض للجروح أو القتل بواسطة الدروع والخوذات (تم تجهيزهم بخوذات والدروع الواقية من الصدمات، معظمهم لا يحب ارتداء الخوذ ويزعم أنه طلب منهم ان يفعلوا ذلك). في نهاية المطاف، وصلت قوة الهجوم A Sqn إلى الهدف، باستخدام مشاعل على أسلحتهم قاموا بتطهير الكهوف، من ضنهم كهف واحد وجدوا 3 مقاتلين نائمين، الذين قتلوا عندما بدأوا بالتدافع بحثًا عن أسلحتهم، قاموا أيضًا بتطهير مبنى المقر الرئيسي، جمع كل المواد الاستخبارية التي يمكنهم العثور عليها. أغلق المزيد من المقاتلين على قوة الاعتداء التابعة للقوات الجوية الخاصة الذين كانوا في وقت لاحق من القناصة التابعين لـ SAS حيث أصبح كلا الطرفين قريبين جدًا من الاتصال بالدعم الجوي، بعد ساعتين وأخيرًا مسح آخر بقايا مقاتلي القاعدة في المنشأة، وقد تم تطهير الهدف. في مقر القاعدة، عثر أعضاء في فرقة Sqn على جهاز كمبيوتر محمول فضائي - اثنين من أجهزة الكمبيوتر المحمولة ومجموعة من الأوراق مع المعلومات. استغرقت المهمة 4 ساعات وأصيب 4 مشغلي أو جنود SAS ، وانسحب كل من الأسراب والتقت مع بوينغ سي إتش-47 شينوك الأمريكية لاستخراج الجرحى، في حين تم استخراج الباقي من قبل لوكهيد سي-130 هيركوليز من (منطقة الهبوط المؤقتة).

## بعد
4 إصابات مشغلي إس أي إس الجرحى لم تكن مهددة للحياة،  أقل عدد من إرهابيي القاعدة ومقاتلي طالبان قُتل هو 18  وقالت مصادر أخرى وقتل 73 من القاعدة،  وعدة عشرات. أصيبوا وأسروا، على الرغم من عدم وجود قيادة عالية المستوى للقاعدة بين أولئك الذين قُتلوا أو أُسروا. بحلول 18 ديسمبر 2001، عاد أفراد من A Sqnو G Sqn إلى قاعدتهم في المملكة المتحدة، وتم منح أعضاء السربين مجموعتين من وسام الكياسة الصليبية، ووسام ترتيب الخدمة المتميزة، واثنين من وسام الصليب العسكري، وعدة مناصب؛  الأهمية الاستراتيجية المرفق لم يتم شرحه بالكامل. في يناير وفبراير 2002، أثارت وسائط الإعلام رواياتها عن العملية التي تستند في معظمها إلى المضاربة، حيث أشار البعض إلى أن شجاعة SAS تستحق اوسمة صليب فيكتوريا.

### تاريخ العملية
معظم المصادر تضع العملية في نوفمبر (على وجه التحديد بين منتصف وأواخر نوفمبر) من ذلك العام،  لكن بعض المصادر تقول أن العملية تمت في ديسمبر.